# Marienkapelle (Hagmoos)

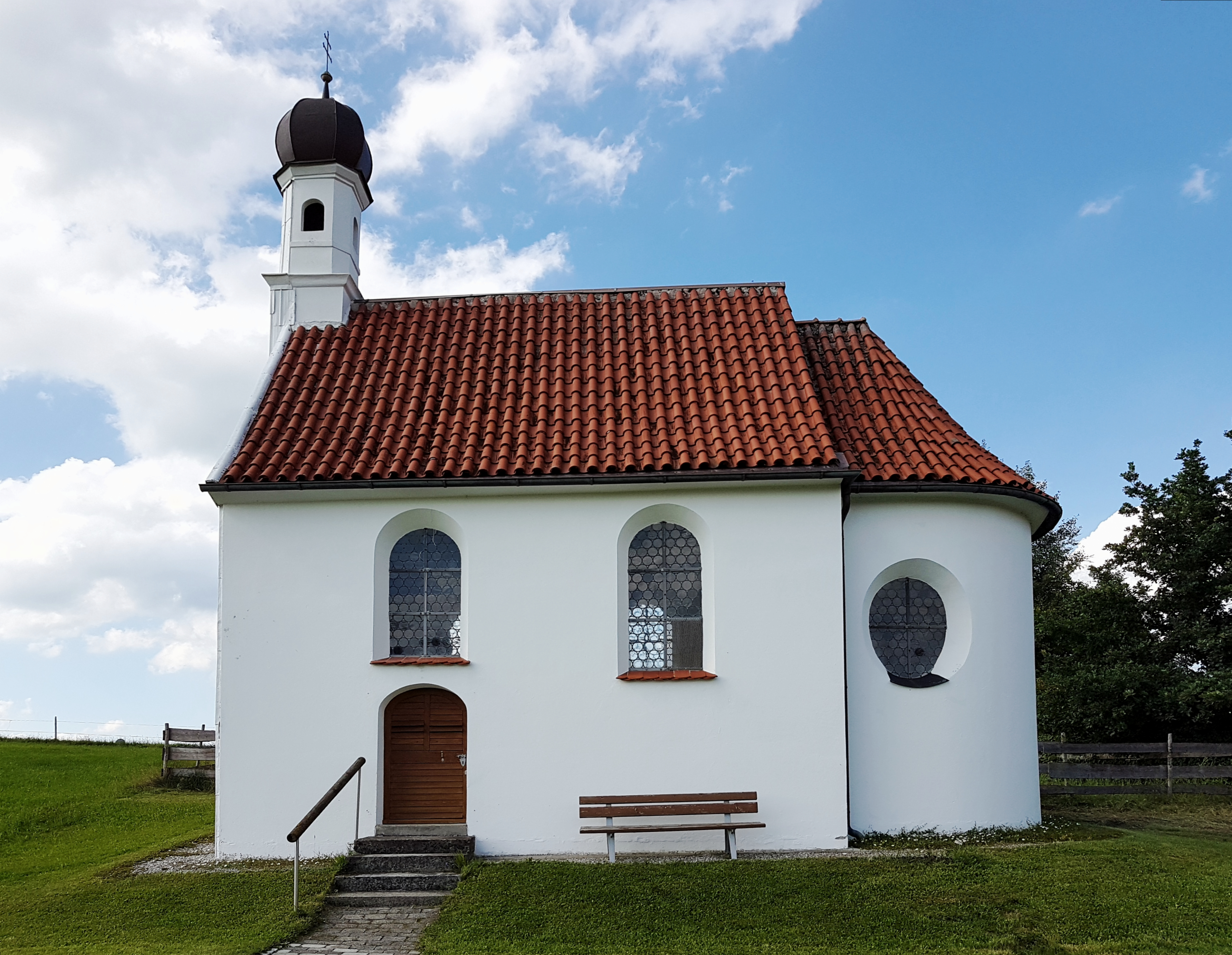
Marienkapelle in Hagmoos

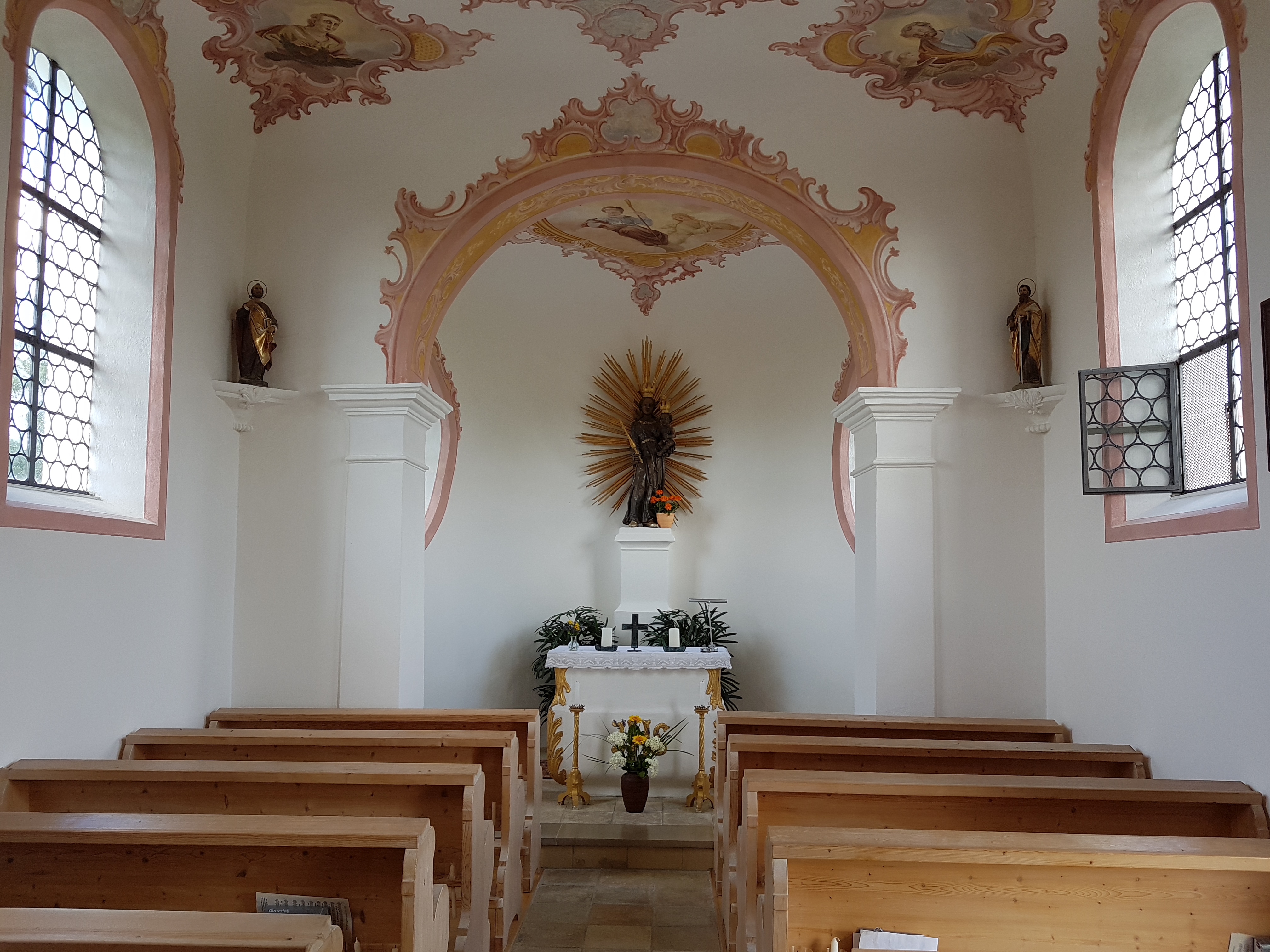
Altarraum mit Kopie der Schwarzen Madonna von Einsiedeln

Die römisch-katholische Marienkapelle steht in Hagmoos, einem  Stadtteil von Marktoberdorf im Landkreis Ostallgäu in Bayern. Das Bauwerk ist in der Liste der Baudenkmäler in Marktoberdorf als Baudenkmal unter der Nr. D-7-77-151-50 eingetragen.

## Beschreibung

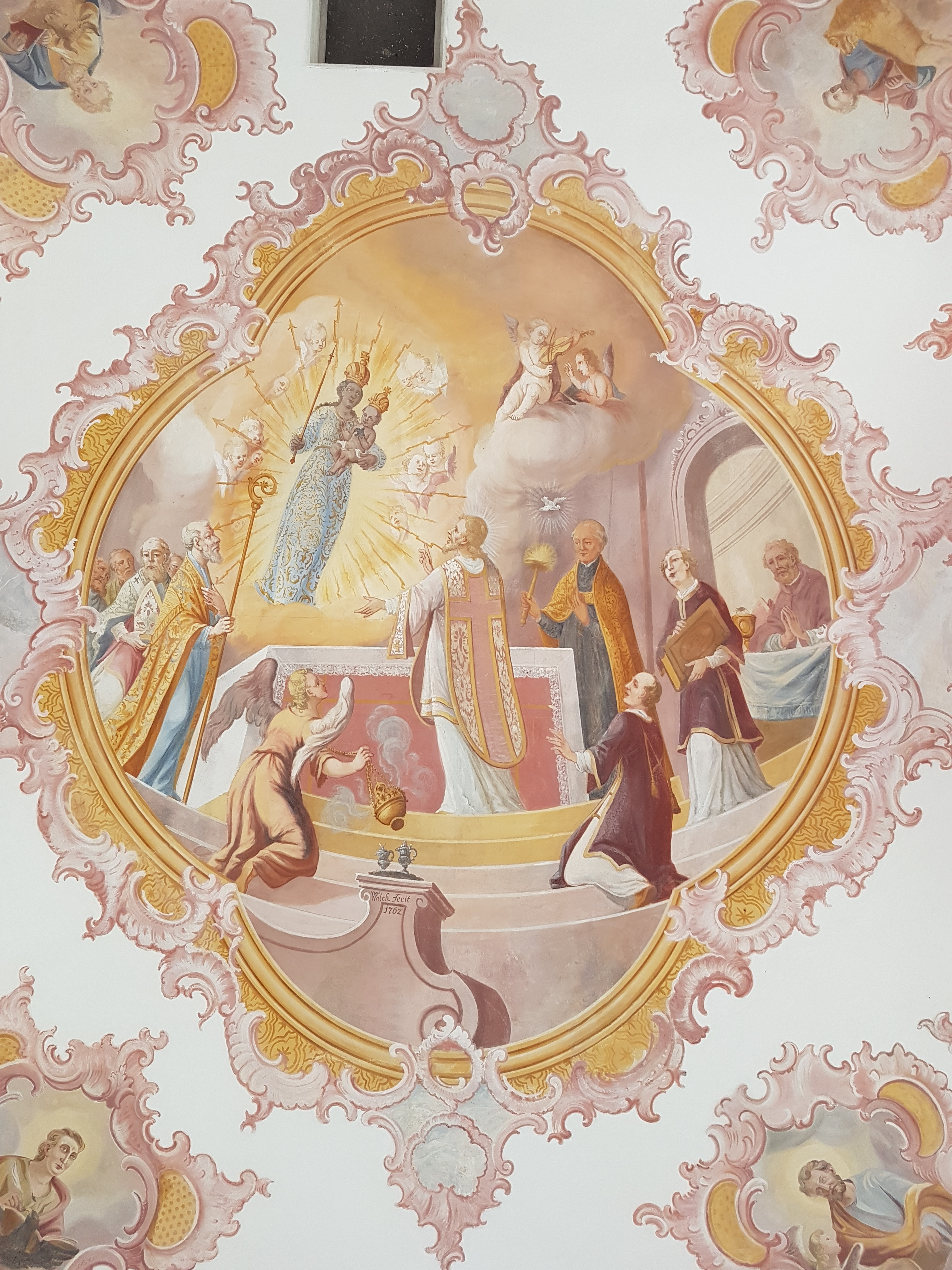
Deckengemälde: Einsiedler Engelweihe

Die Kapelle wurde 1762 erbaut. Die Saalkirche besteht aus einem Langhaus mit Bogenfenstern und einem eingezogenen, halbrund geschlossenen Chor im Osten. Aus dem Satteldach des Langhauses erhebt sich im Westen ein quadratischer Dachreiter, dessen achteckiges Obergeschoss den Glockenstuhl mit zwei Kirchenglocken beherbergt. Darauf sitzt eine Zwiebelhaube.
Im Innenraum des Chors befinden sich Fresken mit der Darstellung des heiligen Joachim und der heiligen Anna, an der Decke des Langhauses ein Fresko von Anton Joseph Walch (1762) mit der Darstellung der Einsiedler Engelweihe, einer Legende, der zufolge Christus selbst in Pontifikalgewändern unter Assistenz vieler Engel und Heiliger die Einsiedler Kirche geweiht habe, während die Mutter Gottes in himmlischem Licht über dem Altar erschien. Das Deckenfresko umgeben in den Kartuschen Darstellungen der vier Evangelisten.